# Antonio Paravia
Antonio Paravia (Gragnano, 8 luglio 1951) è un politico italiano.

## Biografia
Assieme ad Angelo Maria Cicolani è stato il relatore di un emendamento al disegno di legge 999 (cd. «decreto Alitalia») dell'agosto 2008 che modifica l'articolo 7bis della legge 243/2004 (cd. «legge Marzano») in misura tale da rendere non più personalmente perseguibili i reati di bancarotta a meno del definitivo fallimento dell'azienda coinvolta. L'emendamento è stato fortemente criticato da alcuni organi di informazione (Report, La Repubblica) in quanto "cancellerebbe" i reati legati a grandi dissesti finanziari come quello di Parmalat, Cirio e Capitalia e ha provocato la minaccia di dimissioni del ministro dell'economia Giulio Tremonti in caso di approvazione.
Il 20 dicembre 2012 lascia il PdL insieme a Maria Alessandra Gallone, Pierfrancesco Gamba, Alessio Butti, Filippo Berselli, Achille Totaro, Fabrizio Di Stefano, Alfredo Mantica, Giuseppe Milone per dare vita al Senato al nuovo gruppo del partito del Centrodestra Nazionale formazione di cui è vicecapogruppo che raccoglie gli ex AN fondata dal Coordinatore nazionale del PdL ed ex Reggente di AN Ignazio La Russa.
Ricandidato alle elezioni politiche del 2013 con Fratelli d'Italia, nella circoscrizione Campania 2, risulta il primo dei non eletti.